# 退台

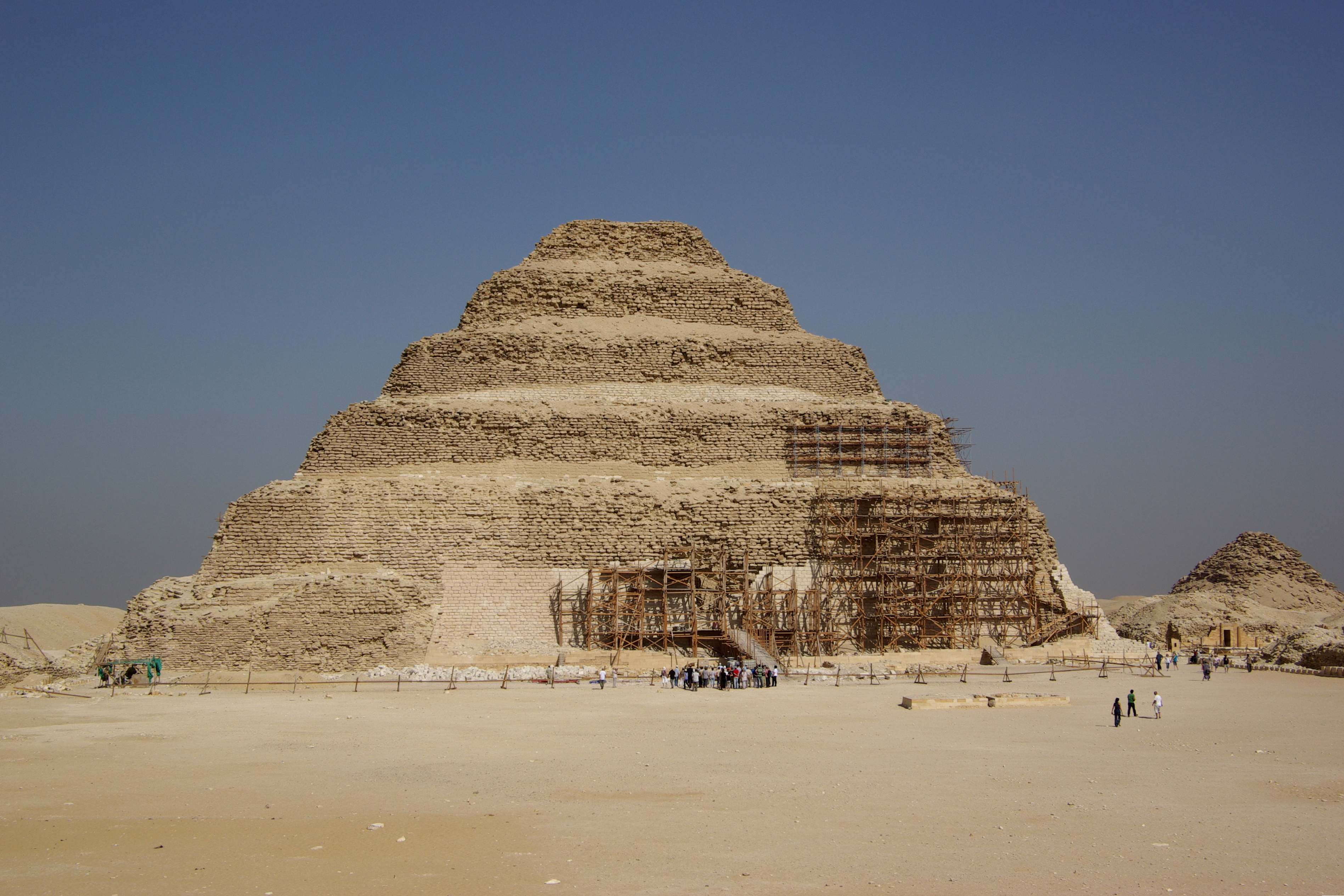
左塞爾金字塔的退台。

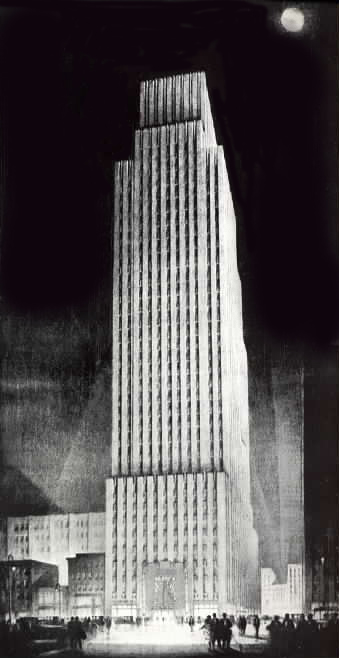
纽约每日新聞大樓有多级退台。它由建筑师雷蒙德·胡德于1929年设计。《1916年纽约州区划决议》导致出现了许多高层退台式塔楼建筑。

退台是建筑外墙上的阶梯状后退。退台最初是出于结构上的原因而出现的，但现在常出于土地利用法规的强制要求或审美原因而使用。在人口密集的地区，退台还有助于使更多的日光和新鲜空气进入街道。更重要的是，退台有助于降低建筑物的重心，使其更稳定。

## 历史
古代建造者曾使用退台，分配黏土、石头或砖等建筑材料产生的重力荷载，来增加砌体结构的高度。这是通过随着离地高度增加而有规律地减少每个楼层的占地面积来实现的。退台还允许自然侵蚀的发生，而不会损害建筑物的结构完整性。退台技术最突出的例子是美索不达米亚和古埃及的阶梯金字塔，如锡亚尔克遗址和左塞爾金字塔。

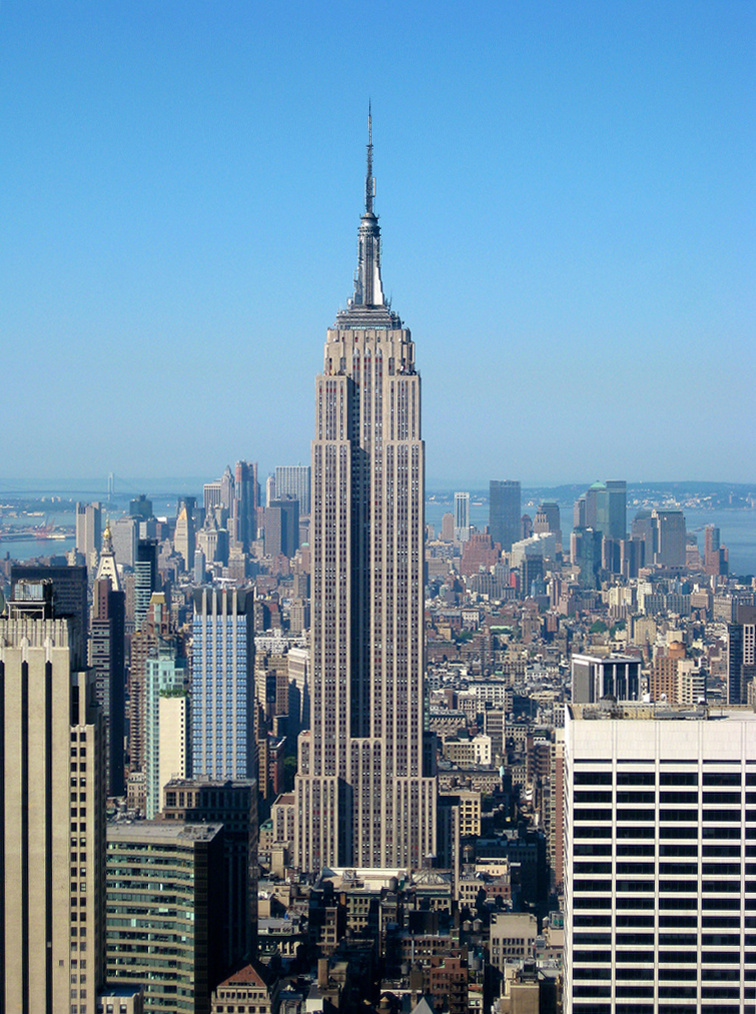
逐级退台使纽约帝国大厦的随高度上升而逐渐缩小。

几个世纪以来，退台对于几乎所有多层砌体建筑都是一种结构上的必需。当建筑师学会了如何将退台转变为建筑特色后，多数建筑的退台变得不像阶梯金字塔的那么显眼，而且常会被丰富的装饰巧妙地掩盖。

1916年纽约的区划法规图示，其中显示了80英尺宽的街道和2½倍高度的分区

19世纪后期， 钢框架结构系统的引入消除了对结构退台的需求。框架建筑技术的使用与电梯和机动水泵等便利设施的结合，影响了大城市建筑物的物理增长和密度。在最大化实用建筑面积的需求的驱使下，一些开发商避免使用退台，这在许多情况下造成了一系列的消防安全和健康危害。1915年纽约建造的38层公平大廈产生了巨大的阴影，据说该阴影“正午时分投下的阴影有四个街区长”，事实上剥夺了附近的采光。这导致了《1916年区划决议》的制定，该决议使纽约市的摩天大楼具有典型的退台和高耸的设计。

## 退台与城市规划
如今，许多行政辖区都依赖于城市规划法规，例如土地使用分區相关条例，这些法规利用退台来确保为街道和院落提供更多的开放空间以及充足的光线和空气。例如，在诸如纽约曼哈頓的高密度区中，位于道路控制线（street line）上的建筑物立面可能会限制在指定的高度或楼层数以内。高于该高度时，建筑物必须后退至一个假想的倾斜平面（称为天空曝光面/sky exposure plane）之后，建筑物外墙不能穿透该平面。出于同样的原因，低密度区域中也可以使用退台来限制外墙的高度，在该外墙上方，建筑物必须为坡屋顶，或者在达到最大限高之前后退。

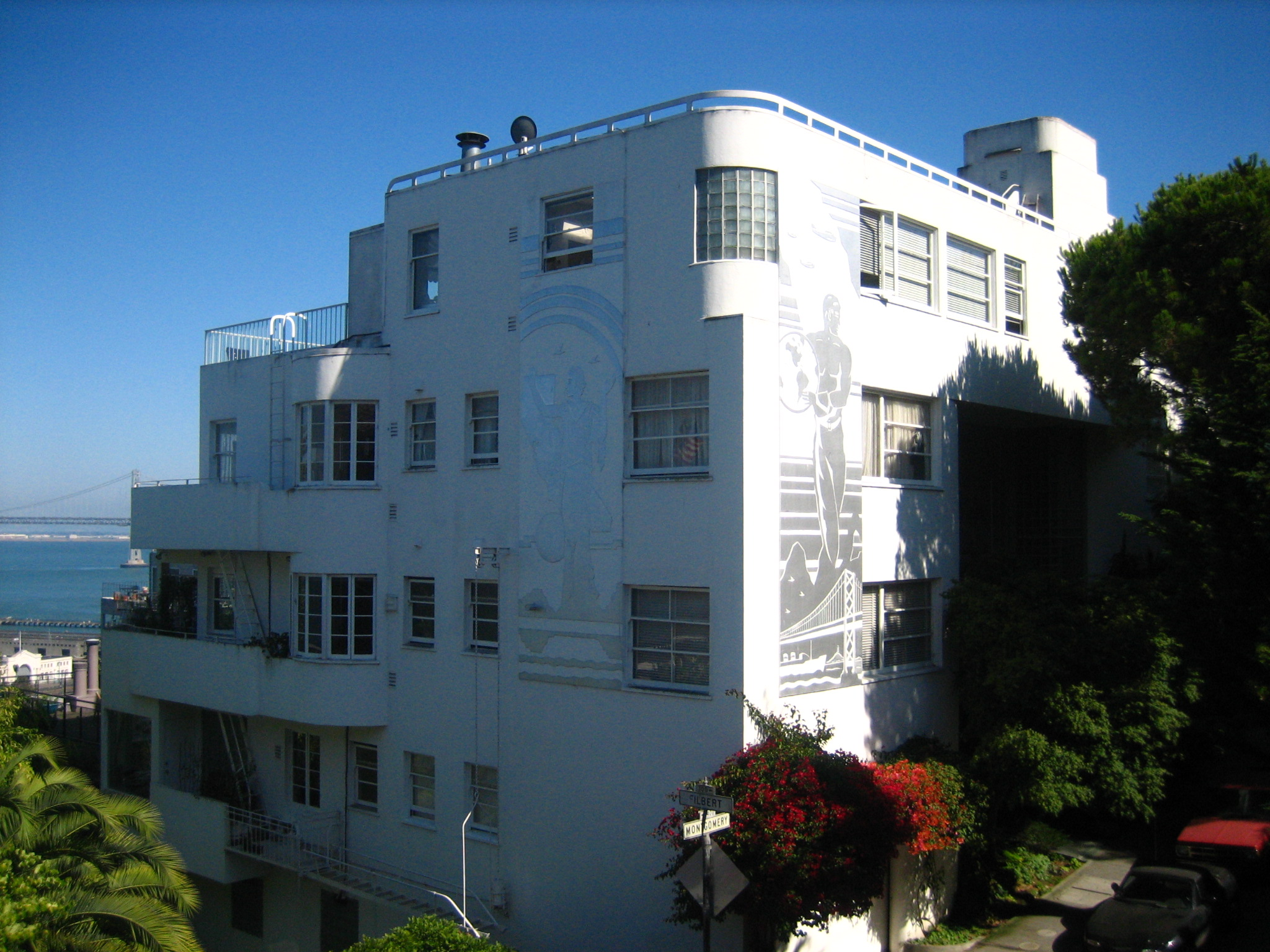
旧金山的Malloch大楼沿着电报山的陡峭轮廓后退

在许多城市，建筑退台创造可利用的外部空间，为毗邻退台的室内房地产增加了价值。这些退台的露台因提供通向新鲜空气，欣赏天際線景观以及休闲用途（例如园艺和户外用餐）而广受好评。另外，退台使建筑物及其突出部分彼此间隔开，促进了消防安全，并允许消防器械在建筑物之间通过。
在美国，退台要求在各自治市之间有所不同。例如，芝加哥《区划法》中没有天空曝光面的规定，使芝加哥的天際線与纽约的天际线大不相同，因为纽约的天际线自1916年以来一直受区划条例的指导。《纽约市区划条例》还提供了另一种退台准则，旨在增加该城市的公共空間。这是通过增加街道层面的最小退让来实现的，这样做可以每个案例建筑前创造一个通称为“plaza”（廣場）的开放空间。

## 另見
- 建筑退让线（英语：Setback (land use)）
- 街影
- 结婚蛋糕风格

## 延伸阅读
- Alexander, Christopher. A Pattern Language. Oxford University Press, 1977.
- Koolhaas, Rem. Delirious New York. Monacceli Press, reprint 1997.